# 入江未悠
入江 未悠（いりえ みゆ・1979年〈昭和54年〉6月13日 - ）とは、日本の女性ファッション誌で活動しているスタイリスト・読者モデルである。

## 経歴
3人兄妹の長女（弟と妹がいる）。青山学院大学在学中、赤文字雑誌を中心に読者モデルとして活躍。ファッションセンスをかわれ、小学館「CanCam」で、ライター＆スタイリストアシスタントとして編集業務に携わり、2003年にスタイリストとして独立。当時ブームになった「エビちゃんOL(蛯原友里)」などの人気企画のスタイリングを担当する。「CanCam」で約6年間携わった後、「AneCan」の創刊・立ち上げから参加。「高垣麗子×入江未悠 おしゃれ同級生」「月刊MIYU」などの連載が評判に。現在は 「Miyu’s Bar」を連載中。 「大人かわいい」上品で真似しやすいスタイリングに定評がある。
2012年、整理収納アドバイザー取得。 モノの捨て方や上手な収納法をスタイリストならではの目線で提案している。 
2013年、自身がデザイナーを務めるアクセサリーブランド「Myu by phoebe （ミュー バイ フィービィー）」がデビュー（アクセサリーブランド「phoebe」内にて展開）。
私生活では2009年2月14日に一般男性と入籍している。

## 広告経歴
- 南アフリカシトラス協会
- 興和「デュアタイムコーワ」
- au「karada manager」
- はるやま「with Performance」
- 3Ｍ×Ａ-one「ポスト・イット・ラベル・シール」
- 紀文調整豆乳
- SUBARU「スバル・レガシィ」
- 明治製菓「フランエクストラ」
- ろうきん
- 富士フイルム「FinePix」
- ゼスプリ「ゴールドキウイ」
- 片山物産「辻利休　抹茶ミルク」
- 任天堂DS「マリオアンドルイージ」
- ユニリーバ・ジャパン「LUXボディソープ」
- 福助「MOTESTO」
- Samantha Thavasa

他

### PV
- CLIFT EDGE「Endless Tears feat.中村舞子」

### CD
- ワーナーミュージック・ジャパン「ウチナカカフェ・モア」「アトリエ・ボッサ/コンシャス　秋ボッサ」

## 出演

### テレビ
- 毎日放送「DRESS」　2011年2/2、2/9OA 海外シリーズ第3弾！キレイになれる香港にてモデル高垣麗子と出演

### WEB
- 「ＳＥＬＥＣＳＯＮＩＣ」 にて商品コーディネートを公開中
- 「美白向上ケア委員会」 にてコラムを4ヶ月間連載

### イベント
- 2013.1/5　福服メンタリズムトークショー（ルミネエスト新宿店）出演
- 2013.1/14　福服メンタリズムトークショー（ルミネ北千住店）出演
- 2013.3/15　MIKIMOTO Ginza2「一流ジュエリーの楽しみ方」トークショー出演

### 連載
- AneCan「Miyu’s Bar」

## 作品

### 書籍
- TOKYO LADY STYLE “大人かわいい”おしゃれで幸せになる! （2014年6月14日・小学館）